# 长柄巴柳
长柄巴柳（学名：Salix etosia f. longipes）为杨柳科柳属巴柳下的一个变型。

## 扩展阅读
- 維基物種上的相關：长柄巴柳